# 格涅兹诺门
格涅兹诺门（波蘭語：Drzwi Gnieźnieńskie）是位于波兰格涅兹诺格涅兹诺主教座堂入口处的一对青铜大门。门上装饰着十八幅描绘布拉格的亚德伯生平的浅浮雕，其圣髑是以等重的黄金购回教堂供奉。 该堂是一座哥特式建筑，大门则继承自一座更古老的教堂。门大约建于1175年，即梅什科三世 统治时期，是波兰最重要的罗曼式艺术作品之一。
左门高328厘米，宽84厘米；右门高323厘米，宽83厘米。两门厚1.5到2.5厘米。

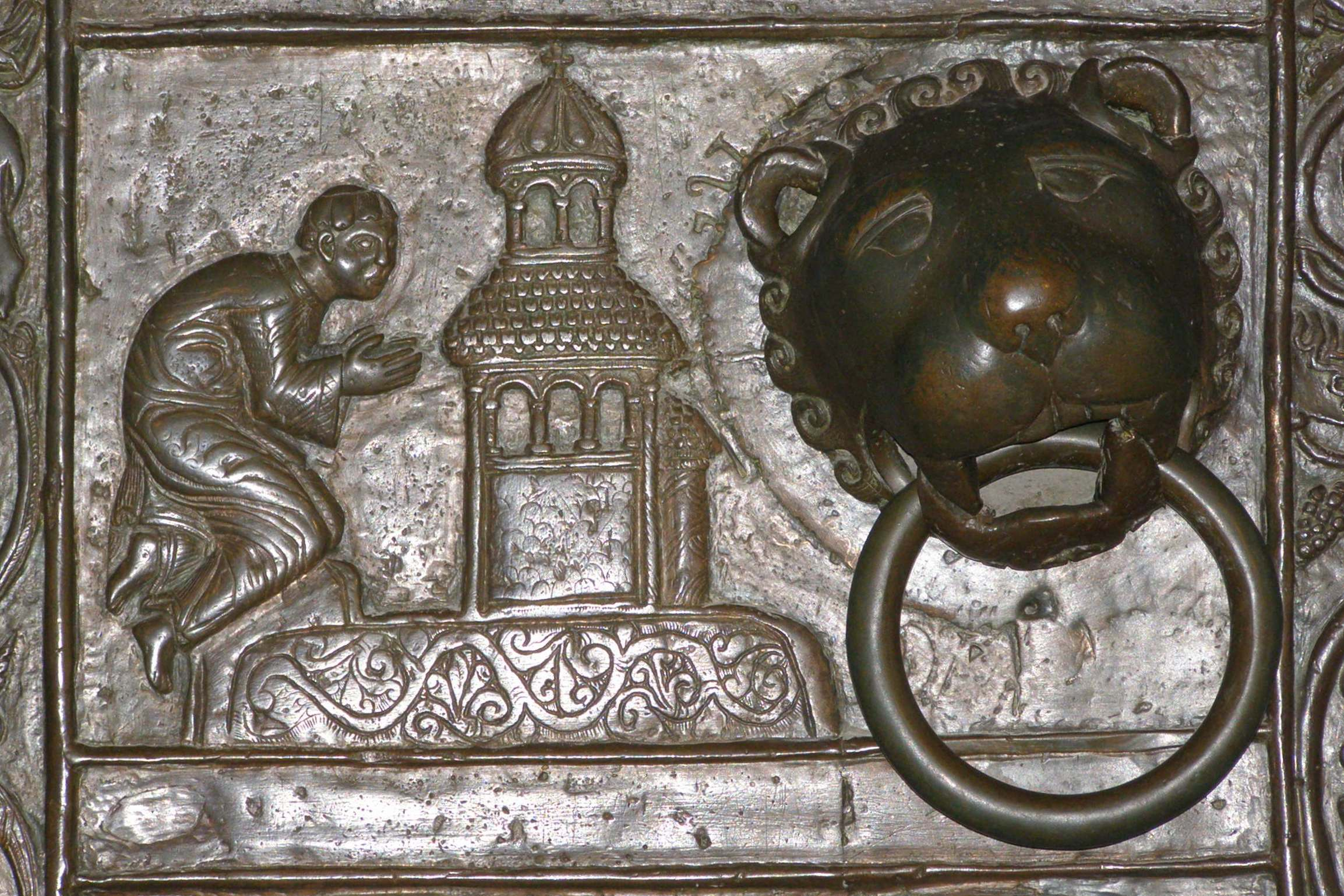
第4幅：朝圣祈祷

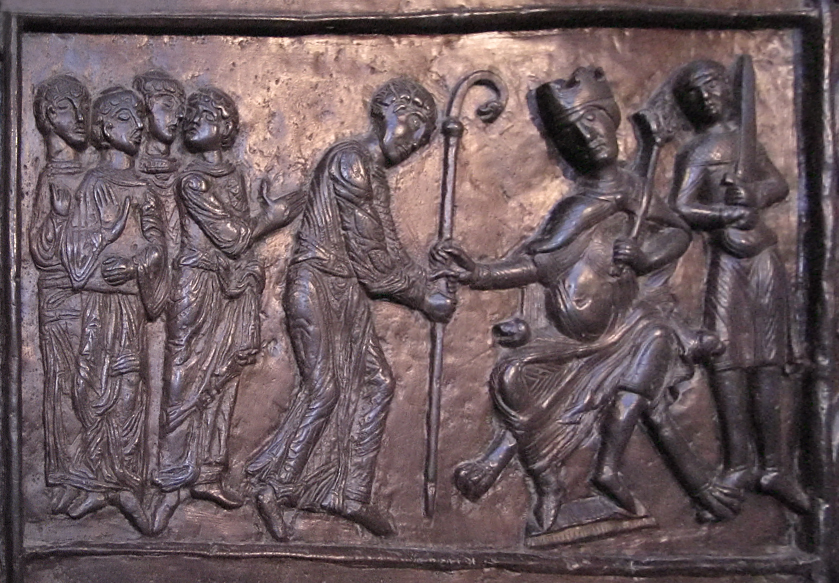
第5幅：亚德伯成为主教

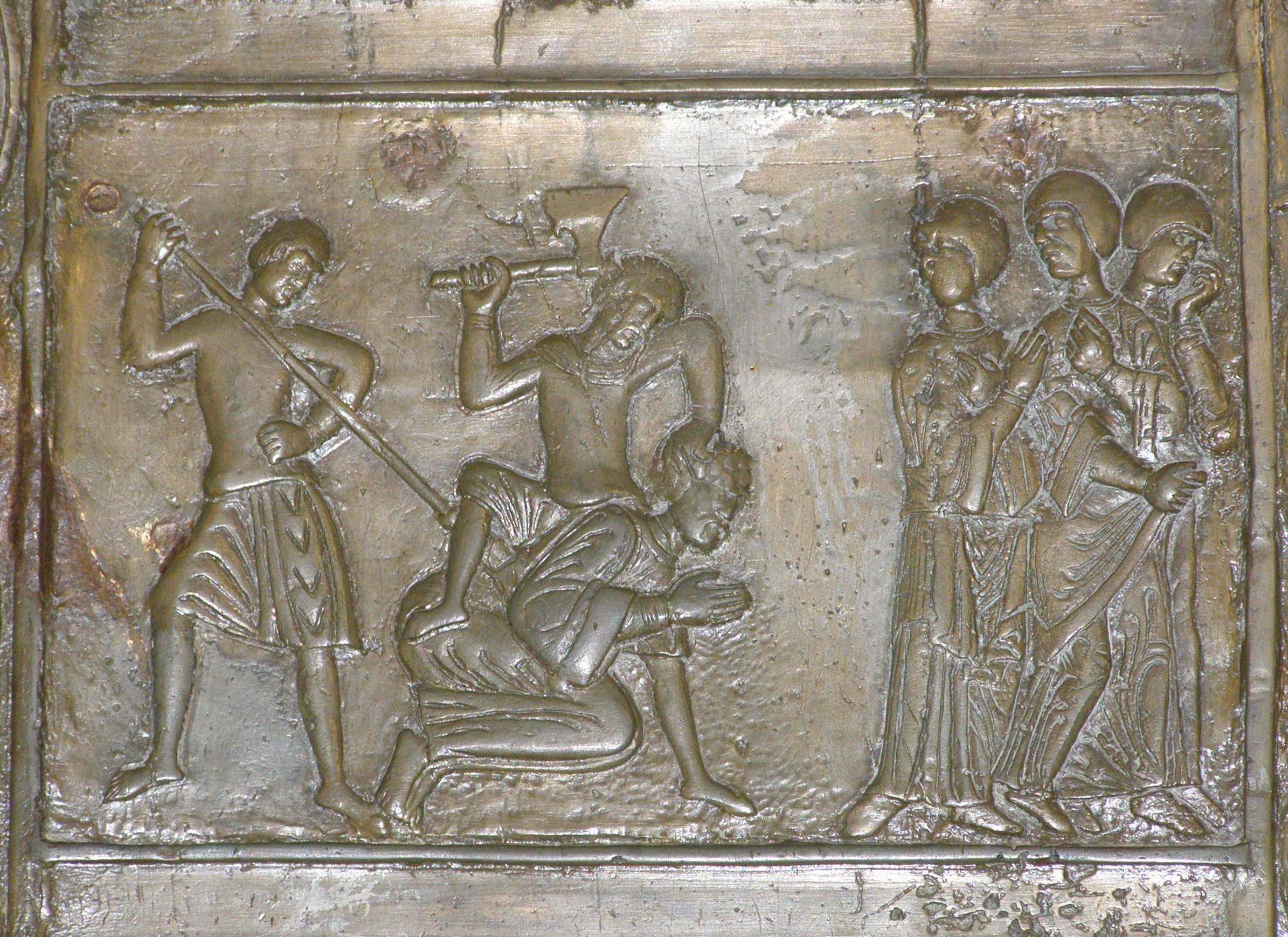
第14幅：亚德伯殉道

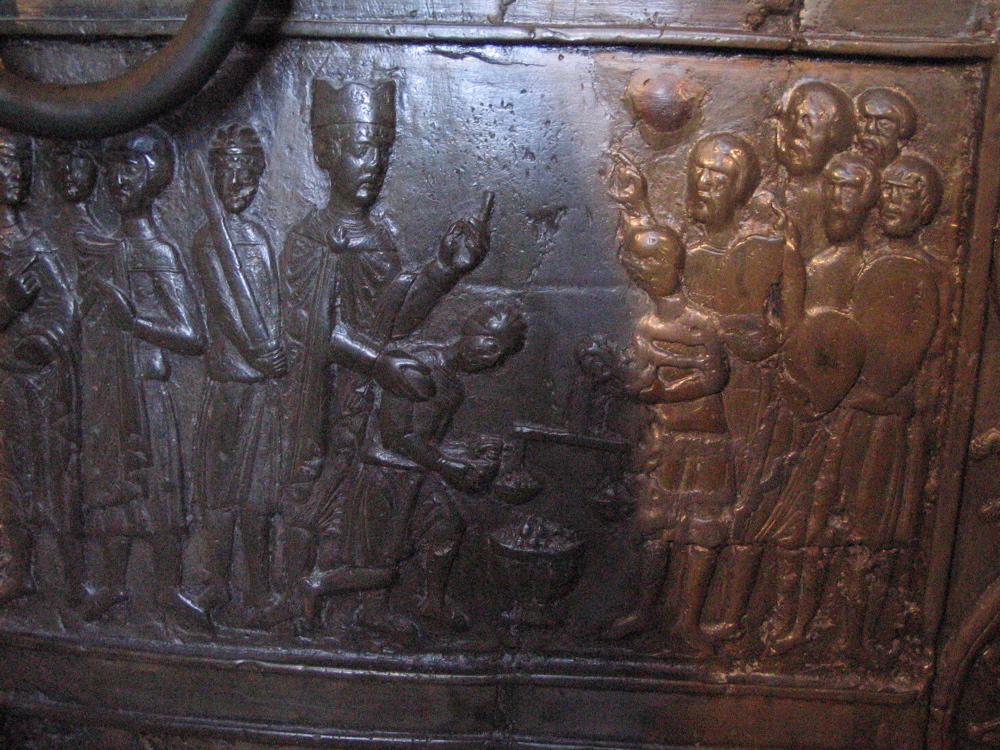
第16幅：从普鲁士人购回亚德伯的遗体

## 浮雕
顺序从左门底部开始，向上，然后到右门向下。亚德伯是所有场景的中心。
1. 出生和洗礼，分为两个场景
2. 幼年生病时，被放在圣母祭坛上而得医治
3. 应他的要求，他的父母将他送往马格德堡的修道院
4. 朝圣祈祷
5. 奥托二世皇帝 在维罗纳授予他主教权杖
6. 驱魔
7. 基督的异象，告诉他把基督徒从犹太商人的奴役中拯救出来[4]
8. 他请求波希米亚公爵，让犹太商人释放基督徒奴隶
9. 酒壶跌落却不破裂
10. 乘船抵达格但斯克 （右门顶部）
11. 向异教徒传教
12. 讲道
13. 在去世的早晨做弥撒，右侧是怀有敌意的普鲁士人
14. 被两个人杀死
15. 一只鹰守卫他的遗体，他的头被砍断在木桩上
16. 波兰统治者从普鲁士人以等重的黄金购回他的遗体
17. 遗体运回格涅兹诺
18. 遗体埋葬在格涅兹诺主教座堂（右门底部）